# Dialectometria

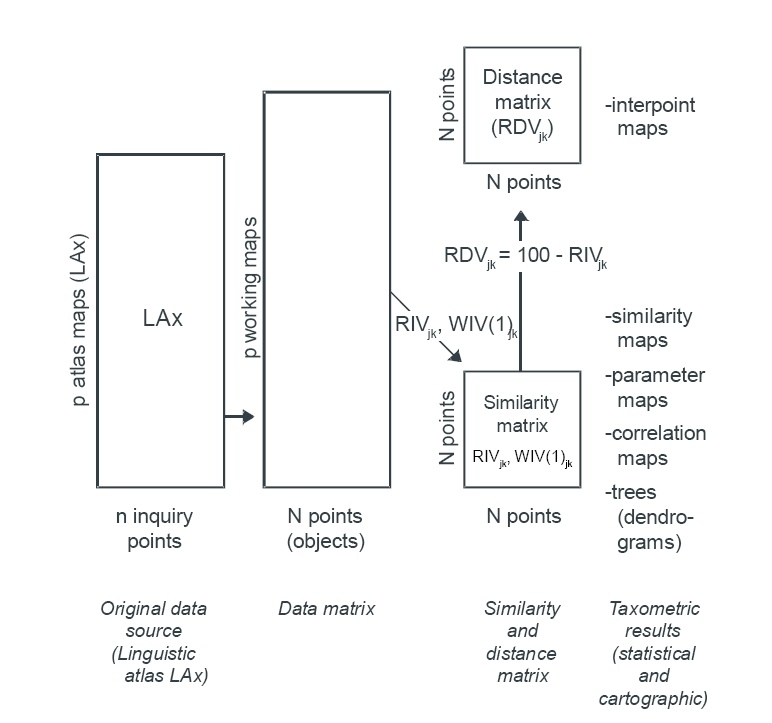
Diagrama dels mètodes dialectomètrics utilitzats per l'Escola de Salzburg

La dialectometria s'ocupa de descobrir estructures d'ordre superiors dins de les xarxes lingüístiques en el seu procés d'expansió i extensió en l'espai geogràfic.
Aquesta disciplina científica té com a principi bàsic del seu estudi la distribució regional de semblances dialectals, referents a nuclis dialectals i zones de transició, que venen caracteritzats per una major o menor variació dialectal entre llocs veïns. Com a base empírica de la investigació es fan servir els atles lingüístics, que ens ofereixen el perfil dialectal d'un gran nombre de localitats documentat de manera minuciosa i generalment acurada.
La dialectometria utilitza diversos procediments habituals en l'àmbit de la classificació numèrica, per a aconseguir abstreure de les dades que contenen els atles lingüístics les estructures i models interns i bàsics de les que són reflex i expressió, i poder finalment visualitzar-los.
La dialectometria en cap moment no ha intentat substituir l'estudi tradicional de les àrees dialectals a partir d'isoglosses; ofereix diferents mètodes d'anàlisi que venen a completar els resultats obtinguts amb els mètodes dialectològics tradicionals.
La dialectometria és una disciplina relativament nova, els seus inicis es remunten als anys setanta del segle xx, que encara no ha estat acceptada, o compresa, per tots els que es dediquen als estudis dialectològics. Per altra banda l'escola dialectomètrica de Salzburg ha creat i està creant tota una metodologia dialectomètrica, resultat de la qual s'han desenvolupat aplicacions de programari com el VDM (Visual Dialectometry), que no només està tenint certa acceptació entre els dialectòlegs, sinó que també s'està utilitzant en el camp de la genètica, la patronímica o l'escriptologia.
Pel que fa a les llengües romàniques el mètode dialectomètric s'ha aplicat a les àrees lingüístiques del ladí (Hans Goebl), l'occità, l'italià, el francès (dialectometrització de l'ALF, Atlas Linguistique de la France, el galleg, etc. Al domini català, convé citar la feina d'Enric Guiter que feu uns quants articles usant la dialectometria per a estudiar àrees llenguadocianes i provençals a partir dels atles lingüístics.
Actualment hi ha projectes dialectomètrics en marxa, pel que fa als estudis dialectals de les llengües de la Romània occidental, sobre l'italià (dialectometrització completa de l'AIS, Sprach- und Sachatlas Italiens und der Südschweiz, o estudis dialectomètrics especialitzats sobre els dialectes de la Toscana), el català (a partir de les dades contingudes a l'ALDC -Atles Lingüístic del Domini Català- que s'està realitzant a Salzburg), o de les dades de "La flexió verbal en els dialectes catalans", d'A. M. Alcover i F. de B. Moll; veure els articles de Clua i Polanco a l'apartat de bibliografia especialitzada), etc. En el si de la Universitat d'Oviedo (Astúries) s'ha posat en marxa el projecte ETLEN (Estudiu de la Transición Llingüística na zona Eo-Navia), dirigit pel professor Ramón d'Andrés, que pretén sotmetre a anàlisi dialectomètrica la franja fronterera entre les llengües gallega i asturiana, mitjançant una exhaustiva enquestació preparada a gratcient per a aquest propòsit. Fora de l'àmbit de l'estudis romànics hi ha projectes dialectomètrics actuals en les àrees de l'holandès, l'anglès, l'alemany, l'àrab, el basc, etc.

### Bàsica
- Séguy, J, 1973, "La dialectométrie dans l'Atlas linguistique de la Gascogne", Revue de Linguistique Romane, 37, pp. 1-24.

- Goebl, Hans. 1982. Dialektometrie; Prinzipien und Methoden des Einsatzes der numerischen Taxonomie im Bereich der Dialektgeographie. Wien: Verlag der Öst. Akademie der Wissenschaften.

- Goebl, Hans. 1984. Dialektometrische Studien anhand italoromanischer, rätoromanischer und galloromanischer Sprachmaterialien aus AIS und ALF. 1 vol (els vol. 2 i 3 contenen mapes i taules). Tübingen: Max Niemeyer.

- Nerbonne, J. i Kretzschmar, W., 2003, "Introducing Computational Techniques in Dialectometry", Computers and the Humanities, vol. 37, pp. 245-255.

### Especialitzada
- Álvarez Blanco, R. / F. Dubert / X. Sousa, 2006, "Aplicación da análise dialectométrica aos datos do Atlas Lingüístico Galego" in R. Álvarez, F. Dubert e X. Sousa (eds.): Lingua e territorio, Santiago de Compostela: Instituto da Lingua Galega - Consello da Cultura Galega, 461-493.

- Andrés Díaz, Ramón d’ (dir.) / Fernando Álvarez-Balbuena García / Xosé Miguel Suárez Fernández / Miguel Rodríguez Monteavaro, 2017, Estudiu de la transición llingüística na zona Eo-Navia, Asturies (ETLEN). Atles llingüísticu dialectográficu - horiométricu - dialectométricu, Uviéu : Ediciones Trabe / Universidá d'Uviéu. Páginas: 1.088. ISBN 978-84-8053-892-3.

- Aurrekoetxea, G., 1992, "Nafarroako euskara: azterketa dialektometrikoa", Utzaro 5, pp. 59-109.

- Bauer, Roland. 2002-2003. "Dolomitenladinische Ähnlichkeitsprofile aus dem Gadertal. Ein Werkstattbericht zur dialektometrischen Analyse des ALD-I", in: Ladinia XXVI-XXVII, 209-250.

- Bauer, Roland. 2003. "Sguardo dialettometrico su alcune zone di transizione dell'Italia nord-orientale (lombardo vs. trentino vs. veneto)", in: Parallela X. Sguardi reciproci. Vicende linguistiche e culturali dell'area italofona e germanofona. Atti del Decimo Incontro italo-austriaco dei linguisti, Bombi, Raffaella / Fusco, Fabiana (Hrsg.), Udine: Forum Editrice, 93-119.

- Bauer, Roland. 2004. "Dialekte - Dialektmerkmale - dialektale Spannungen. Von "Cliquen", "Störenfrieden" und "Sündenböcken" im Netz des dolomitenladinischen Sprachatlasses ALD-I", in: Ladinia XXVIII, 201-242.

- Bauer, Roland. 2005. "La classificazione dialettometrica dei basiletti altoitaliani e ladini rappresentati nell'Atlante linguistico del ladino dolomitico e dei dialetti limitrofi (ALD-I)", in: Lingue, istituzioni, territori. Riflessioni teoriche, proposte metodologiche ed esperienze di politica linguistica, Guardiano, Cristina et al. (ed.), Roma: Bulzoni, 347-365.

- Clua, E., 2004, "El mètode dialectomètric: aplicació de l'anàlisi multivariant a la classificació de les varietats del català", en M.P. Perea (ed.), Dialectologia i recursos informàtics, Barcelona, pp. 59-88.

- Dubert, F. / X. Sousa. 2016. "On quantitative geolinguistics: an illustration from Galician dialectology", Dialectologia. Special Issue VI, Elisa Fernández Rei / Lurdes de Castro Moutinho / Rosa Lídia Coimbra (eds.), 191-221.

- Goebl, Hans. 1985. Coup d'oeil dialectométrique sur les Tableaux phonétiques des patois suisses romands, in: Vox romanica 44, 189-233.

- Goebl, Hans. 1986. Muster, "Strukturen und Systeme in der Sprachgeographie". In: Mondo Ladino X, 41-70.

- Goebl, Hans. 1987. "Encore un coup d'oeil dialectométrique sur les Tableaux phonétiques des patois suisses romands (TPPSR). Deux analyses interponctuelles : parquet polygonal et treillis triangulaire", in: Vox Romanica 46, 91-125.

- Goebl, Hans. 1993. "Die dialektale Gliederung Ladiniens aus der Sicht der Ladiner. Eine Pilotstudie zum Problem der geolinguistischen "Mental Maps"". In: Ladinia XVII, 59-95.

- Goebl, Hans. 1994. "Spannungsverhältnis in dialektalen Netzen; ein Hinweis zu disziplinübergreifender Diskussion". In: Computatio linguae II, Ursula Klenk (ed.), 63-83.

- Goebl, Hans. 1998. "Dialektometrische Beschreibung der Romania". InLexikon der Romanistischen Linguistik (LR, Holtus, Günter / Metzeltin, Michael / Schmitt, Christian (Hrsg.), Band VII, Tübingen: Niemeyer, 977-1003.

- Polanco, L, 1992, "Llengua i dialecte: una aplicació dialectomètrica a la llengua catalana", dins Miscel·lània Sanchis Guarner, III, Barcelona, pp. 5-28.

- Saramago, J, 1986, "Différenciation lexicale (un essai de dialectométrie appliquée aux materiaux de l'A.L.E), Géolinguistique, 2, pp.1-31.

- Sousa, X, 2006, "Análise dialectométrica das variedades xeolingüística galegas", InI Encontro de estudos dialectológicos. Actas, Mª. C. Rolao Bernardo/ H. Mateus Montenegro, Ponta Delgada: Instituto Cultural de Ponta Delgada, pp. 345-362.